# アダム
アダム（英語: Adam, ヘブライ語: אָדָם、アラビア語: آدم）は、ユダヤ教、キリスト教、イスラム教で広く伝承される、創造主ヤハウェ・エロヒムによって創られた最初の人間とされる人物。ヘブライ語「אדם（アダム）」の名の由来は「אדמה（土）」だが、右から読むヘブライ語としての末尾には語根の「דם（血）」が位置する。ユダヤ教、イスラム教、マンダ教、バハイ信教では預言者とされている。
モーセ五書と旧約聖書に含まれる『創世記』では、第2章と3章でアダムについての物語が語られ、4章と5章でも一部触れられている。エチオピア正教など少数の教会における聖典『ヨベル書』、『エノク書』等でもアダムの生涯が詳細に語られているが、多数派の教会では認められておらず、ユダヤ教徒、キリスト教徒の大部分からは聖典でない外典とみなされている。

## 語源
Adamという語は、ヘブライ語で「地面」を意味するadamah（アダーマー）という語の男性形である。この言葉は同時に「人間」（アーダーム）という意味も持つ、かつては個人の名前ではなく全体を表す一般的な名詞として使われていた。創世記でも第1章ではこの言葉は普通名詞として使われており、第2章、第3章では普通名詞と固有名詞のどちらの意味でも使われているが、第4章25節、第5章3節以前での使用例では本当に個人名として使われているのか疑わしい。実際英語訳では第2,3章で明らかに個人を表す時はAdamの代わりにthe manという言葉が使われており、前置詞を伴わない用例は見られない。
第2章7節ではこの言葉の起源が、「神は地面の土を使って人間を作った」と説明されている。つまり、アダムは地面（adamah）から創られたため、こう呼ばれるようになったのである。第3章19節ではさらに説明的に述べられている。つまり、人間は地面の土から創られ死ぬと地面の土に帰るではなく、実際にその成分を取り入れるのである。同じような考えが、ラテン語のhomoやhumanus、ギリシア語のέπιχθόνιος、ドイツ語のgam、英語のgroomなどにも当てはまる。しかしAdamという言葉の場合は、普通名詞としての意味に先んじて個人の名前として使われていたとも見られる。実際アッシリアの王の名前でもAdamuという署名が残っており、中近東では古くから個人名として珍しくなかったと考えられる。創世記の中で「人類」という意味の普通名詞として使われているのは、アダムが全人類の祖先であるという考えを反映している。
なお、これ以外に民間語源的な解釈として「原料の土が『赤い』土だったためアダムと名付けられた」というものがフラウィウス・ヨセフスの『ユダヤ古代誌』（第I巻第1章34節）に出てくる。

## ユダヤ教モーセ五書におけるアダム
最初の人（アダム）は、アドナイ（ヘブライ語で「主」の意味に読み替えた発音）・エロヒム（複数男性名詞）によってその息吹と土から創造され、エデンの園を耕し守るために置かれた男とされている。
そして彼は、アドナイ・エロヒムから「園の木のすべてから取って食べてよい。しかし、良し悪しの知識の木から食べるな。なぜならおまえがそれから食べる日（昼）に必ず死ぬ」と命じられた。その後、アドナイ・エロヒムは、アダムの肋骨から女を創って彼を助ける妻とし、「産めよ増えよ地に満ちよ、そしてそれを征服せよ。また、海の魚を、空の鳥を、地の上を這っている生き物を支配せよ」と彼らを祝福した。
その後、アダムは、良し悪しの知識の木から取った実を妻から与えられて食べると、二人の目は開かれて、覆いのない裸であることを知った。そこで、彼らは彼らの腰のためにイチジクの葉を縫い合わせた。しかし、アダムがアドナイ・エロヒムの一人のように良し悪しを知る者になったことが見つかると、土は呪われ、アダムも土に還るときまで顔に汗して茨とあざみの中でパンを食べるように命じられ、そして、命の木からも食べて永遠に生きないようにと、エデンの園の東方に追放された。

## 旧約聖書におけるアダム

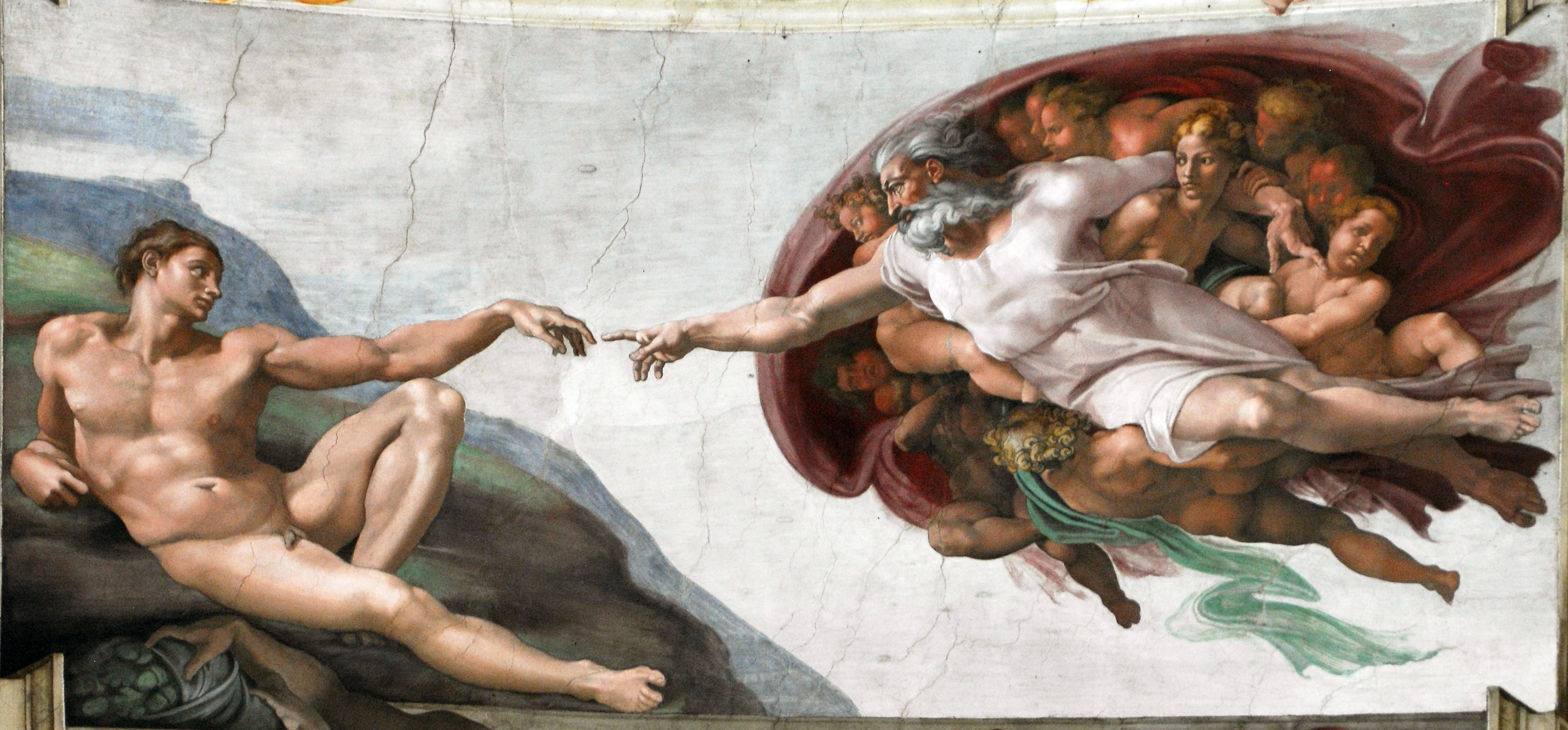
ミケランジェロによって描かれた、システィーナ礼拝堂天井のフレスコ画

『創世記』には、創造に関する2つの話が収められている。歴史学者や言語学者は、これはヤハウェ・エロヒム（以下ヤハウェという）信仰者によるものとエロヒムを信仰する司祭によるものの2種類の出典からきているためだと信じている。
紀元前5-6世紀ごろに成立したと見られる司祭による出典によると、エロヒムは全ての生き物と人間を天地創造の最終日6日目に創造したとされる。エロヒムは全ての生物を創造した最後に自分達の姿に似せて男と女を創って彼らが多くを得られるように祈り、「海の魚、空の鳥、家畜、地の全ての獣・這うものを治める者」になるように任じた。
紀元前10世紀ごろに成立したと見られるヤハウェ信仰者による出典によると、ヤハウェは地が乾きなにも生えていないころに最初にアダムを創造したとされる。ヤハウェは地面の土（アダマ）を使ってアダムの形を作り、鼻の穴からルーアハを吹き込んだ。ヤハウェはアダムをエデンの園（中央に知恵の樹と生命の樹を生やした）に置き、ここにある全ての樹の実を食べても良いが、エデンの園の「善悪の知識の木」の実だけは食べると死ぬので決して食べてはならないと命令を下した。
ヤハウェはその後、「人間が一人だけではよくない」と考え、野の獣と空の鳥を創造し集めてアダムにそれぞれの名前を付けさせた。しかしアダムと暮らすにふさわしいものがいなかったので、ヤハウェはアダムを眠らせ肋骨を一本取って、その肋骨からイシャー（女）を作った。この女はハヴァ（חַוָּה、ヘブライ語）（以下聖書の項ではイヴ）という名前で記述される。
その後、ヘビ（後に『ヨハネの黙示録』 12:9でサタンとされた。また、ユダヤ教の伝説では正体はリヴァイアサンという説もある）にいわれてイヴが、そのイヴに言われてアダムがヤハウェの命令に背いて「善悪の知識の木」の実を食べてしまった。その結果、2人は直ちに自分たちが裸であることに気づき、体をイチジクの葉で隠した。度々議論の対象になるが、このときに、アダムに髭が生えたと言われている。詩人バイロンによれば髭は罪のしるしである。そしてヤハウェがエデンの園を歩いていると、アダムとイヴが隠れるのが見えた。神が何をしているのか尋ねると、アダムは自分が裸であるために恐れて身を隠したと答えた。ヤハウェが「善悪の知識の木」の実を食べたのかと尋ねると、アダムは、イヴがそれをくれたので食べたと答えた。この出来事はアダムが犯した最初の罪である。ヤハウェは、アダムとイヴが生命の樹の実を食べて永遠の命を得ることがないよう、二人をエデンの園から追放した。
楽園を追放されて初めて、アダムは自分たちの食糧を得るために働き始めた。アダムとイヴは沢山の子をもうけたが、『創世記』にはその内3人の名前だけが記されている。カイン、アベルとセトである。『ヨベル書』ではさらに、セトの妻となったアズラ、カインの妻となったアワンという娘2人の名前も記録されている。『アダムとイヴとサタンの対立』では、ルルワとアクレミアという娘がいた。『創世記』によるとアダムは930歳で死んだ。
17世紀のアイルランド大主教ジェームズ・アッシャーらの計算によると、アダムは9代目の子孫であるノアが生まれる前に127歳で死んだとされる。これによれば、アダムの生涯はノアの父レメクと少なくとも50年間は重なっていたことになる。また、アダムはゴーレムと同様に土の人形に生命の息吹を吹き込まれて生まれたので、アダムこそが世界で最初の、それも「自我を持ったゴーレム」であったのではないかと言われている。
『ヨシュア記』によると、イスラエルの失われた10支族がカナンに入るためにヨルダン川を越えた時代には、洪水の水が乾いたアダムシティの位置は、まだ知られていたらしい。
アダムはカトリック教会、正教会の典礼にも登場する。
アダムは死後ゴルゴタの丘に葬られたという伝承があり、それを表すものとして、キリストの磔刑図には彼が架けられた十字架の根本に髑髏を描くことが多い。

## イスラム教におけるアーダム
イスラム教の『クルアーン』におけるアーダム（آدم Ādam）は、元々射出された一滴の精液であり、それから一塊の血となり、更にアッラーによって形づくられたとされる。最初のアッラーフの預言者とされ、禁断の樹の実を食べるようアダムを誘惑したのはアーダムの妻（名は記述されていない.ハウアー（Hawwa））であり、アーダムはアッラーフをごまかそうとしたが、十分反省した後、アッラーフに許されたと述べられている。
アーダムとハウアー（Hawwa）を誘惑したのはイブリースとされる。これは、楽園を追放されたイブリースから人類への最初の復讐であった。
アーダムは最初の人間、最初の預言者であるため、最初のムスリムであるともされている。
一部のイスラーム神話では、アナークという娘がいたとされる。

## 『バルク書』におけるアダム
グノーシス主義オフィス派派の『バルク書』によれば、第二の男性原理エロヒム（万物の父）の天使が、第三の女性原理エデンまたはイスラエル（体は女性、足は蛇身）の女性体の部分の土からアダムを創り（蛇身の土から動物を創った）、エデンが魂を、エロヒムが霊を置いた。。

## バハイ教におけるアダム
バハイ教ではアダムは、歴史上記録が残っている、最初の神の顕現であるとされている。バハイ教徒は、6000年ごとにアダムが生まれ変わり、ムハンマドの時に最高潮を迎えたと信じている。またバハーイーの信仰では、聖書に描かれたアダムとイブの話はアブドゥル・バハーにより説明が加えられて寓話化されたとされている。

## 末日聖徒イエス・キリスト教会におけるアダム
19世紀にアメリカ合衆国で成立した末日聖徒イエス・キリスト教会（通称・モルモン教）ではアダムと大天使ミカエルを同一視している。ミカエルは人間の誕生以前に楽園でサタンと戦い、駆逐している。ミカエルはその後、アダムに生まれ変わったとされる。

## ドゥルーズ派におけるアダム
ドゥルーズ派ではアダムとイブは二元的な宇宙の力とみなされ、互いを補いあっている。アダムは宇宙の意思を、イブは宇宙の精神を体現している。